# Третья соборная мечеть (Уфа)
Третья собо́рная мече́ть Уфы́ (башк. Өфө ҡалаһының өсөнсө йәмиғ мәсете, тат. Уфа шәһәренең өченче җамигъ мәчете, тюркс. اوفا شهرینڭ اوچنچی جامع مسجیدی) — третья мечеть Уфы, открытая в 1903 году и закрытая в 1940 году.

## История
Мусульмане Нижегородской слободы Уфы подали прошение о строительстве каменной Соборной мечети для своих нужд 29 января 1899 г. 23 ноября 1900 г. им был отведен участок для возведения храма. Мечеть была открыта в 1903 году. 13 декабря 1902 года имам-хатыбом мечети был избран крестьянин д. Бакаево, Бугурусланского уезда – ахун Мухаммедсабир аль-Хасани. После него с 1924 года, имам-хатыбом мечети был назначен известный татарский богослов джадидистского направления Зия (Зыяэтдин) Камали.
В 1940 году мечеть была закрыта, здания передано исполкому Ленинского райсовета под среднюю школу. Ныне в здании действует спортивный комплекс.
Здание находится под угрозой сноса.
Здание мечети, наравне с медресе «Хасания» и домом имама Сатаева, входит в историко-архитектурный ансамбль Третьей соборной мечети.